# Bukovec, Košice-okolie
Bukovec este o comună slovacă, aflată în districtul Košice-okolie din regiunea Košice. Localitatea se află la altitudinea de 351 m deasupra n.m., se întinde pe o suprafață de 10,85 km2 și în 2017 număra 822 de locuitori.

## Istoric
Localitatea Bukovec este atestată documentar din 1347.

## Demografie
| An:                | 1994 | 2004    | 2014 | 2024   |
| ------------------ | ---- | ------- | ---- | ------ |
| Număr de persoane: | 594  | 700     | 805  | 881    |
| Diferență:         |      | +17,84% | +15% | +9,44% |

| An:                | 2023 | 2024   |
| ------------------ | ---- | ------ |
| Număr de persoane: | 856  | 881    |
| Diferență:         |      | +2,92% |